# پال منفورت
پال جان مَنِفورت جونیر (انگلیسی: Paul Manafort؛ زادهٔ ۱ آوریل ۱۹۴۹) لابی‌گر و مشاور سیاسی اهل ایالات متحده آمریکا است. او مشاور انتخاباتی کمپین ریاست جمهوری جمهوری خواهانی چون جرالد فورد، رونالد ریگان، جرج هربرت واکر بوش، باب دول، جرج دابلیو بوش و جان مک‌کین بوده و مدیریت کمپین ریاست جمهوری دونالد ترامپ را از مارس ۲۰۱۶ تا زمان استعفا در اوت آن سال بر عهده داشت. او همچنین شریک ارشد در شرکت دیویس منفورت و فریدمن است. منفورت همچنین به خاطر تلاش‌های لابی گری به نمایندگی از فردیناند مارکوس، جوناس ساویمبی، ویکتور یانوکویچ و دیگر رهبران خارجی شناخته شده‌است است. در سال ۱۹۹۲ Center for Public Integrity شرکت او را در میان پنج لابی به نمایندگی از ناقضان حقوق بشر فهرست کرد.
در ۳۰ اکتبر ۲۰۱۷ منفورت که از سوی رابرت مولر مشاور ویژه حقوقی وزارت دادگستری اتهاماتی متوجه او شده خود را تحویل اف‌بی‌آی داد.

## زندگی‌نامه
منفورت در سال ۱۹۷۱ با مدرک لیسانس در مطالعات آمریکایی و در سال ۱۹۷۴ با J. D از دانشگاه جرجتاون فارغ‌التحصیل شد. پدربزرگش جیمز منفورت از ایتالیا در سال۱۹۱۹ به آمریکا مهاجرت کرد.